# Damsa
Damsa (ryska: Дамса) är ett vattendrag i Belarus.   Det ligger i voblasten Mahiljoŭs voblast, i den nordöstra delen av landet, 140 km öster om huvudstaden Minsk.
Trakten runt Damsa består till största delen av jordbruksmark. Runt Damsa är det glesbefolkat, med 17 invånare per kvadratkilometer.